# Adam J. Harrington
Adam John Harrington (Hamilton, 26 novembre 1972) è un attore e produttore cinematografico canadese.
Noto per il ruolo di Ethan Conant in The Secret Circle e di Jagger Cates in General Hospital.

## Biografia
Ha un master in biologia marina.
Nel 2011 entra nel cast della serie televisiva della CW The Secret Circle interpretando Ethan Conant, fino al 2012.
Nel 2024 interpreta John 'Jagger' Cates nella soap opera General Hospital.

## Filmografia

### Cinema
- The Principles of Karma, regia di Craig David Wallace (1996)
- Wounded, regia di Richard Martin (1997)
- Terminal Countdown, regia di Richard Pepin (1999)
- Valentine - Appuntamento con la morte (Valentine), regia di Jamie Blanks (2001)
- Out Cold, regia di Brendan Malloy e Emmett Malloy (2001)
- Good Morning, regia di Craig David Wallace (2002)
- House of the Dead, regia di Uwe Boll (2003)
- Rugged Rich and the Ona Ona, regia di Eric T. Finkel (2004)
- Connie e Carla, regia Michael Lembeck (2004)
- Veil, regia di Kryshan Randel (2005)
- Say Yes, regia di Neil Every – cortometraggio (2005)
- Surviving My Mother, regia di Émile Gaudreault (2007)
- Passchendaele (film), regia di Paul Gross (2008)
- La dura verità, regia di Robert Luketic (2009)
- Stargate SG-1: Children of the Gods - Final Cut, regia di Mario Azzopardi (2009)
- Dinner with Fred, regia di Ben Proudfoot (2011)
- Life of Lemon, regia di Randy Kent (2011)
- Lucky, regia di Gil Cates Jr. (2011)
- Faces in the Crowd - Frammenti di un omicidio (Faces in the Crowd), regia di Julien Magnat (2011)
- Fino all'ultimo indizio (The Little Things), regia di John Lee Hancock (2021)

### Televisione
- Millennium – serie TV, episodio 2x03 (1997)
- Breaker High – serie TV, episodio 1x35 (1998)
- Welcome to Paradox – serie TV, episodio 1x05 (1998)
- Viper – serie TV, episodio 3x01 (1998)
- Mentors - serie TV, episodio 1x08 (1999)
- Night Men – serie TV, episodio 2x13 (1999)
- Oltre i limiti (The Outer Limits) – serie TV, episodi 2x16-4x20-5x06 (1996-1999)
- Il corvo (The Crow: Stairway to Heaven) - serie TV, episodio 1x20 (1999)
- Without Malice - film TV, regia di Rob W. King (2000)
- Secret Agent Man - serie TV, episodio 1x03 (2000)
- The Wednesday Woman - film TV, regia di Christopher Leitch (2000)
- First Wave - serie TV, episodio 2x22 (2000)
- Freedom - serie TV, episodi 1x02-1x07 (2000)
- A Girl Thing - film TV, regia di Lee Rose (2001)
- Sanctimony - film TV, regia di Uwe Boll (2001)
- The Chris Isaak Show - serie TV, episodio 1x08 (2001)
- Seven Days - serie TV, episodi 3x03-3x22 (2000-2001)
- Till Dad Do Us Part - film TV, regia di Randall Miller (2001)
- Battiti mortali (Dead in a Heartbeat) - film TV, regia di Paul Antier (2002)
- Stargate SG-1 - serie TV, episodi 1x01-6x08 (1997–2002)
- Andromeda - serie TV, episodio 3x13 (2003)
- The Dead Zone - serie TV, episodio 2x09 (2003)
- Just Cause - serie TV, episodio 1x16 (2003)
- Out of Order - miniserie TV (2003)
- Jeremiah - serie TV, episodi 2x01-2x02 (2003)
- Da Vinci's Inquest - serie TV, episodi 2x08-6x09 (1999-2004)
- L'amore a portata di mouse - film TV, regia di Douglas Barr (2004)
- Deep Evil - film TV, regia di Pat Williams (2004)
- A Very Cool Christmas - film TV, regia di Sam Irvin (2004)
- Queer as Folk - serie TV, episodi 4x13-4x14-5x01-5x02 (2004-2005)
- Show Me Yours - serie TV, tutti gli episodi (2004-2005)
- Oh, Baby - film TV, regia di Harvey Frost (2005)
- Smallville - serie TV, episodio 5x09 (2005)
- Flight 93 - film TV, regia di Peter Markle (2006)
- Grida nella notte - film TV, regia di Paul Schneider (2006)
- Reunion - serie TV, episodio 1x10 (2006)
- The Secret of Hidden Lake - film TV, regia di Penelope Buitenhuis (2006)
- Whistler - serie TV, 22 episodi (2006)
- Turbo Dates - serie TV, episodio 1x03 (2008)
- CSI: NY - serie TV, episodio 6x23 (2010)
- Outlaw - serie TV, episodio 1x02 (2010)
- Dexter - serie TV, episodi 5x01-5x02-5x03-5x04 (2010)
- CSI: Miami - serie TV, episodio 9x22 (2011)
- The Secret Circle – serie TV, 9 episodi (2011-2012)
- Luck - serie TV, episodi 1x06-1x08 (2012)
- Castle - serie TV, episodio 4x18 (2012)
- CSI - Scena del crimine - serie TV, 2 episodi (2012-2013)
- Supernatural - serie TV, 2 episodi (2013-2014)
- Criminal Minds - serie TV, episodio 8x06 (2013)
- Major Crimes - serie TV, episodio 3x11 (2014)
- Shadowhunters - serie TV, episodi 1x10-1x11 (2016)
- NCIS - Unità anticrimine (NCIS) - serie TV, episodio 16x18 (2019)
- Station 19 - serie TV, 3 episodi (2020-2021)
- Bosch - serie TV, 9 episodi (2020-2021)
- S.W.A.T. - serie TV, episodio 3x19 (2020)
- Don't Feed the Bums - serie TV, episodio 1x02 (2021)
- General Hospital - soap opera (2024)

### Doppiatore
- L.A. Noire – videogioco (2011)
- Battlefield Hardline – videogioco (2015)
- God of War – videogioco (2018)
- God of War Ragnarök – videogioco (2022)

## Doppiatori italiani
Nelle versioni in italiano delle opere in cui ha recitato, Adam J. Harrington è stato doppiato da:
- Francesco Bulckaen in Dexter, The Secret Circle, Criminal Minds, Shadowhunters, Station 19
- Andrea Lavagnino in CSI - Scena del crimine, NCIS: Los Angeles
- Marco De Risi in Smallville
- Alberto Caneva in Faces in the Crowd - Frammenti di un omicidio
- Carlo Scipioni in CSI: NY
- Nicola Braile in CSI: Miami
- Daniele Giuliani in Luck
- David Chevalier in Castle
- Stefano Starna in Supernatural
- Leonardo Graziano in Major Crimes
- Gianluca Cortesi in Shooter
- Guido Di Naccio in NCIS - Unità anticrimine
- Walter Rivetti in The Rookie
- Giorgio Borghetti in Bosch
- Marco Vivio in S.W.A.T.
- Enrico Di Troia in Avvocato di difesa
- Massimo De Ambrosis in Countdown

Come doppiatore è stato sostituito da:
- Massimiliano Alto in God of War, God of War Ragnarök
- Valerio Amoruso in Battlefield Hardline